# Nivel de vida
Los términos nivel de vida, estándar de vida y condiciones de vida hacen referencia al nivel de comodidad material y de servicios que un individuo o grupo aspira a obtener o puede obtener.
Esto comprende no solamente los bienes y servicios adquiridos individualmente, sino también los productos y servicios consumidos colectivamente, como los suministrados por el servicio público y los gobiernos.
Un nivel de vida determinado por un grupo, como un país, debe examinarse críticamente en términos de sus valores constituyentes. Si el valor medio incrementa con el tiempo, pero a la vez los ricos se vuelven más ricos y los pobres más pobres, el grupo podría no estar colectivamente en mejores condiciones.
Varios indicadores cuantitativos pueden usarse como medida, entre los cuales se encuentran la expectativa de vida, el acceso a comida nutritiva, seguridad en el abastecimiento de agua y la disponibilidad de servicios médicos, sociales y culturales, así como todos los complementos necesarios para los menores de edad.